# Tanacetum musilii
Tanacetum musilii — вид рослин з роду пижмо (Tanacetum) й родини айстрових (Asteraceae).

## Середовище проживання
Ендемік Саудівської Аравії.